# عدة الصابرين وذخيرة الشاكرين
عدة الصابرين وذخيرة الشاكرين كتاب عن فضل الصبر والشكر، ألفه ابن قيم الجوزية (691 هـ 751 هـ - 1292 1349) يتناول الكتاب على أقوال من تفسير القرآن الكريم وعلى أحاديث نبوية شريفة معزوة إلى مظانها وآثار سلفية منسوبة إلى قائليها ومسائل فقهية مقررة بالدليل ودقائق سلوكية على سواء السبيل لا تخفى معرفة ذلك على من فكّر وأحضر ذهنه.

## اسم الكتاب
نص ابن القيم على اسم كتابه هذا في مقدمة الكتاب قائلا : «سميته: عدة الصابرين وذخيرة الشاكرين»، ويشير إليه بعض العلماء اختصارا بـ ( عدة الصابرين ) ويطلق البعض عليه ( كتاب الصبر والسكن ) لكن يبدو أن لفظة (السكن) مصحفة عن ( الشكر ) لتقاربها خطا.

## غاية الكتاب
قال المصنف في بداية مصنفه هذا : «ولما كان الايمان نصفين : نصف صبر ونصف شكر، كان حقيقا على من نصح نفسه واحب نجاتها واثر سعادتها، ان لا يهمل هذين الاصلين العظيمين ... فلذلك وضع هذا الكتاب للتعريف بشدة الحاجة والضرورة إليهما، وبيان توقف سعادة الدنيا والاخرة عليهما، فجاء كتابا جامعا حاويا نافعا ...»

## الفئة المستهدفة
قال المصنف في تصنيفه هذا : «فهو كتاب يصلح للملوك والامراء، والاغنياء والفقراء، والصوفية والفقهاء ...» 

## ترتيب الكتاب
قسم المؤلف الكتاب إلى خطبة افتتح بها كتابه أتبعها بغاية وضع الكتاب ثم قسمه لستة وعشرين فصلا ثم خاتمة، قال : ( وقد جعلته ستة وعشرين بابً وخاتمة ). ثم فصلها كالتالي :
- الباب الأول : في معنى الصبر لغة واشتقاق هذه اللفظة وتصريفها.
- الباب الثاني : في حقيقة الصبر وكلام الناس فيه.
- الباب الثالث : في بيان أسماء الصبر بالإضافة إلى متعلقه.
- الباب الرابع : في الفرق بين الصبر والتصبر والاصطبار والمصابرة.
- الباب الخامس : في أقسام الصبر باعتبار محله.
- الباب السادس : في أقسامه بحسب اختلاف قوته وضعفه ومقاومته لجيش الهوى وعجزه عنه.
- الباب السابع : في بيان أقسامه باعتبار متعلقه.
- الباب الثامن : في انقسامه باعتبار تعلق الاحكام الخمسة به.
- الباب التاسع : في بيان تفاوت درجات الصبر.
- الباب العاشر : في انقسام الصبر إلى محمود ومذموم.
- الباب الحادي عشر : في الفرق بين صبر الكرام وصبر اللئام.
- الباب الثاني عشر : في الأسباب التي تعين على الصبر.
- الباب الثالث عشر : في بيان أن الإنسان لا يستغني عن الصبر في حال من الاحوال.
- الباب الرابع عشر : في بيان أشق الصبر على النفوس.
- الباب الخامس عشر : في ذكر ما ورد في الصبر من نصوص الكتاب العزيز.
- الباب السادص عشر : في ذكر ما ورد فيه من نصوص السنة.
- الباب السابع عشر : في ذكر الآثار الواردة عن الصحابة في فضيلة الصبر.
- الباب الثامن عشر: في ذكر أمور تتعلق بالمصيبة من البكاء، والندب، وشق الثياب، ودعوى الجاهلية، ونحوها.
- الباب التاسع عشر: في أن الصبر نصف الايمان، وأن الايمان نصفان : نصف صبر ونصف شكر.
- الباب العشرون : في بيان تنازع الناس في الافصل من الصبر والشكر.
- الباب الحادي والعشرون : في الحكم بين الفريقين، والفصل بين الطائفتين.
- الباب الثاني والعشرون : في اختلاف الناس في الغني الشاكر والفقير الصابر أيهما أفصل ؟ وما هو الصواب في ذلك؟
- الباب الثالث والعشرون : في ذكر ما احتجت به الفقراء من الكتاب والسنة والاثار والاعتبار.
- الباب الرابع والعشرون : في ذكر ما احتجت به الاغنياء من الكتاب والسنة والاثار والاعتبار.
- الباب الخامس والعشرون : في بيان الأمور المضادة للصبر والمنافية له والقادحة فيه.
- الباب السادس والعشرون : في بيان دخول الصبر والشكر في صفات الرب جل جلاله وتسميته بالصبور والشكور.

## طبعات الكتاب
للكتاب عدة طبعات، يذكر بعض المحققين أن أولى طبعاته كانت في العام 1341 هـ ثم تتابعت بعد ذلك طبعات الكتاب

## وصلات خارجية
- تصفح كتاب عدة الصابرين وذخيرة الشاكرين